# Joseph Isherwood

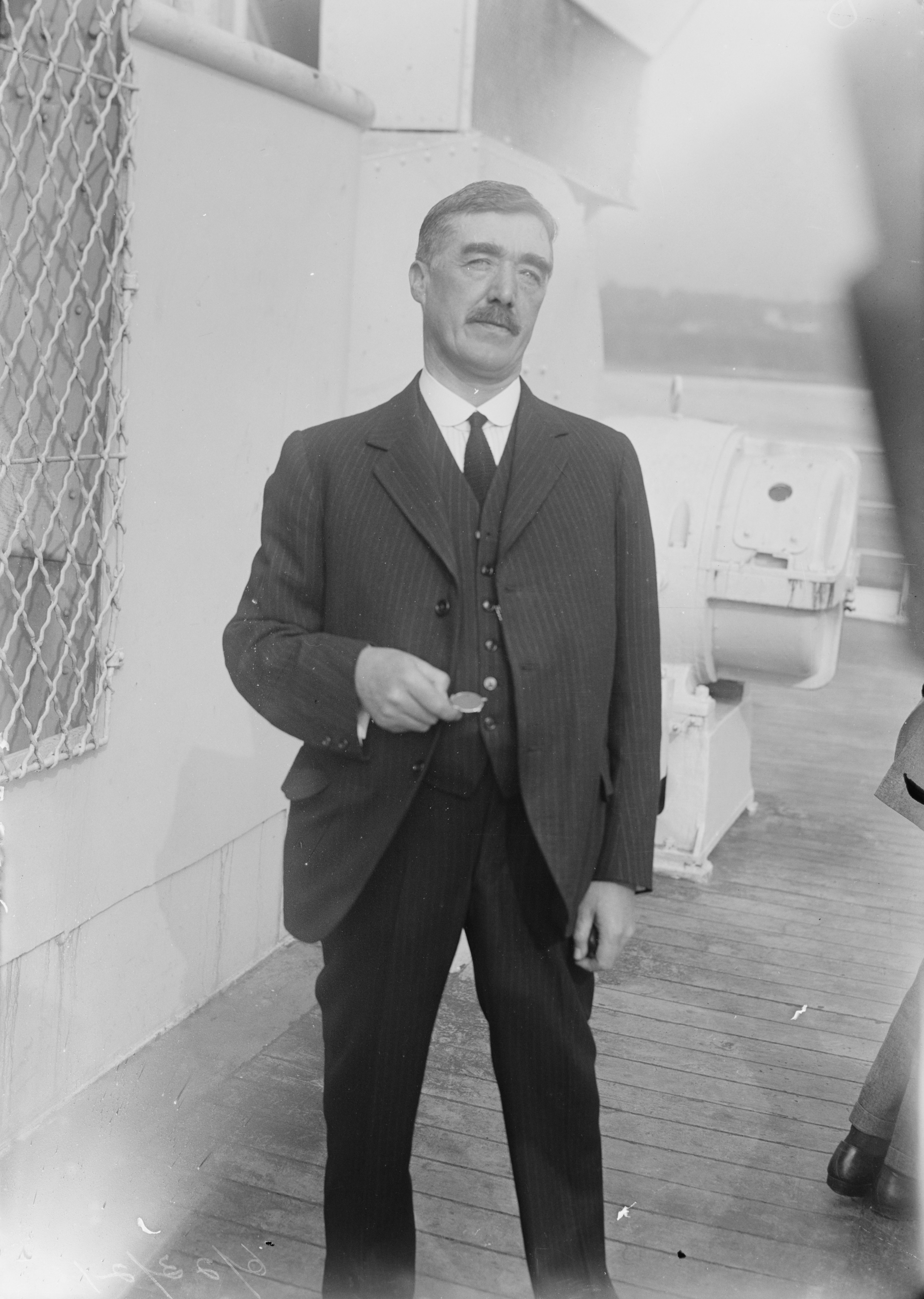
Joseph Isherwood

Sir Joseph William Isherwood, 1. Baronet (* 23. Juni 1870 in Hartlepool; † 24. Oktober 1937) war ein britischer Schiffsingenieur. Isherwood entwickelte unter anderem das Isherwood System und die Arcform.

## Geschichte
Isherwood wurde 1870 in Hartlepool als Sohn eines Gemüsehändlers geboren. Nach dem Besuch der Schule begann er im Alter von 15 Jahren eine Lehre als Schiffszeichner in der Zeichenabteilung der örtlichen Werft Edward Withy & Co. Nach gut zehn Jahren bei Withy nahm er 1896 eine Stelle als Schiffsbesichtiger bei der Klassifikationsgesellschaft Lloyd’s Register of Shipping an. Während dieser Tätigkeit entwickelte er das Isherwood-System. Das System sieht ein starkes Längsspantensystem vor, das zu einer erhöhten Steifheit des Schiffsrumpfs entlang der Längsachse führt. Dank des 1906 zum Patent angemeldeten Isherwood-Systems konnten Anfang des 20. Jahrhunderts unter anderem wesentlich größere Tanker gebaut werden.
Nachdem er 1907 Lloyd’s verlassen hatte, um in den Vorstand der Werft Robert Craggs & Sons in Middlesbrough einzutreten, zog er bald darauf weiter nach London, wo er sich als Schiffskonstrukteur niederließ. Nachdem im August 1908 das erste Schiff nach dem Isherwoods System gebaut worden war, setzte seine Idee sich weithin durch.
Am 23. Juni 1921 wurde Joseph Isherwood in Anerkennung seiner Verdienste um die Schiffsentwicklung der erbliche Adelstitel Baronet, of Ruggleswood in the Parish of Chislehurst and the County of Kent, verliehen. Im Jahr 1933 führte er noch die Arcform ein, das System setzte sich jedoch aufgrund seiner schlechteren Seegangs- und Handlingeigenschaften, sowie der ungünstigeren Raumausnutzung verbunden mit dem erheblich größeren Bauaufwand nicht durch. Sir Joseph Isherwood starb 1937 an einer Lungenentzündung. Seinen Adelstitel erbte sein Sohn William Isherwood als 2. Baronet.